# Marie-Claude Monchaux
Marie-Claude Monchaux, született Marie-Claude Vignaud (Saint-Jean-d’Angély, 1933. december 8. – Néré, 2021. november 15.) francia gyermekkönyvíró és -illusztrátor.
Szerkesztői és illusztrációs munkája mellett az Editions Sang de la Terre kiadó Feux című gyűjteményét irányította. 1987-ben Liras-tu? címmel megpróbált egy gyermekirodalmi szemlét indítani, amelyet a szülők számára készült, ellentmondásos Écrits pour nuire című könyvének folytatásának szánt. Ez a sikertelen kísérlet arra késztette, hogy a Minute című folyóiratban jelentesse meg kritikáit.
A Le Libre Journal de la France munkatársa is volt.

## Művei
Magyarul megjelent művei
- A sehány éves kislány (Bébé, année zéro); fordította Rónay György; Móra Kiadó, Budapest, 1971[4]
- Nekem két születésnapom van (Aurélien, je suis un enfant adopté); fordította Káldor Kinga; Móra Kiadó, Budapest, 1990[5]